# José Rius
José Rius y Casas (Barcelona, 21 de marzo de 1867 - Zaragoza, 18 de diciembre de 1940), matemático español.

## Biografía
Se licenció en la Universidad de Barcelona (1887) y se doctoró en la Central en 1889. En ese mismo año fue auxiliar interino en el Observatorio Astronómico de Madrid y fue profesor auxiliar en la Universidad Central en 1890 sin sueldo ni retribución alguna. Fue numerario por oposición de Aritmética, Geometría y Principios del arte de la construcción en la Escuela de Artes y Oficios, de la que fue director en 1892. En 1891 se había casado con Carmen Gelabert y Solá, de la que tuvo once hijos. Fue nombrado catedrático numerario de análisis matemático en la Universidad de Granada en mayo de 1898. Por concurso de traslados llegó a Zaragoza en octubre de 1898 para ejercer la cátedra de Análisis Matemático, de la que se jubiló en 1937. Tras el II Congreso internacional de Matemáticos de París de 1900, en el que intervino junto a Zoel García de Galdeano y Leonardo Torres Quevedo, José Rius y Casas fundó la publicación Revista Trimestral de Matemáticas (1901-1906), 21 números en cinco volúmenes. Recibió la medalla de oro de la ciudad de Zaragoza en 1904. Fue dos veces concejal del Ayuntamiento de Zaragoza, entre 1908 y 1912. Fue académico correspondiente de la Real Academia de Ciencias y Artes de Barcelona  (1892) y fue uno de los que propusieron la fundación de la Real Academia de Ciencias Exactas, Físicas, Químicas y Naturales de Zaragoza en 1914, que, en efecto, empezó a funcionar en 1915.

## Obras
- Origen y propiedades fundamentales de las funciones elípticas, Madrid: Imp. Luis Aguado, 1889.
- Restos mínimos según el módulo 100 de los números naturales que sean potencias perfectas, Zaragoza: Tipografía de G. Casañal, 1919.